# Lukas Graham
 For alternative betydninger, se Lukas Graham (flertydig). (Se også artikler, som begynder med Lukas Graham)
Lukas Graham er et dansk band bestående af den danske forsanger Lukas Forchhammer (The Duke), trommeslageren Mark Falgren (LoveStick), bassisten Henrik Møller Petersen (Møller), pianisten Morten Ristorp. Bandet har tidligere haft to andre pianister, Anders Kirk og Kasper Daugaard, og tidligere bassist  var Magnus Larrson der forlod bandet i 2020. Førstnævnte forlod bandet i slutningen af 2011, mens sidstnævnte pianist spillede med fra 2012 til 2016. Bandet spiller en blanding af soul, funk, hiphop og pop. Lukas beskriver selv stilarten som ghetto pop med en snert af soul.

## Musikkarriere

### Upcoming (2011-2012)
Lukas Grahams karriere startede i slutningen af 2011, da to hjemmelavede videoer blev lagt på YouTube af bandet, hvor de fremførte Criminal Mind og Drunk in the Morning. Videoerne blev delt på Facebook mellem venner, og hurtigt havde videoerne flere hundrede tusinde visninger. I mellemtiden afholdt bandet månedlige koncerter på Jazzklubben på Christiania, hvor venner og bekendte kom og hørte bandet spille. Rygtet spredte  sig om Lukas Grahams spektakulære og energiske koncerter, og det hele kulminerede i oktober 2011, hvor Lukas Graham holdt deres hidtil største koncert på Loppen, Christiania. Der er plads til 400 mennesker på Loppen, men hele 600 mennesker måtte gå forgæves, da der ikke var plads til flere. Den store hype førte til, at Lukas Graham skrev kontrakt med pladeselskabet Copenhagen Records i sommeren 2011. Forsanger Lukas Forchhammer afslørede i 2016 at det var Copenhagen Records' idé at optage videoer til "Criminal Mind" og "Drunk in the Morning" for at skabe opmærksomhed om bandet, der på daværende tidspunkt allerede havde kontrakt med selskabet. Første single fra Lukas Graham, "Ordinary Things", blev udgivet den 17. oktober 2011 og gik direkte ind som P3s Uundgåelige. Senere på året blev singlen stemt til at være Årets Uundgåelige af P3's lyttere med 27% af stemmerne.
Inden albummet udkom, startede Lukas Graham deres første Danmarksturne, Ordinary Tour, hvor de spillede mere end 45 koncerter og blandt andet udsolgte Store Vega tre gange. I alt blev der solgt over 30.000 koncertbilletter på turneen.

### Debutalbum (2012)

#### Dansk udgivelse
Gruppens selvbetitlede debutalbum udkom i Danmark den 26. marts 2012 og debuterede på førstepladsen af albumhitlisten den 6. april 2012 foran Madonnas MDNA. Albummet solgte 14.839 eksemplarer i den første uge, mere end resten af top 10 tilsammen, og gik derfor guld på første uge. Albummet lå på førstepladsen af albumhitlisten de første 8 uger, efter det udkom, indtil de den 1. juni 2012 blev overhalet af John Mayer. Albummet var dog at finde på førstepladsen igen ugen efter, hvor det lå indtil den 29. juni, hvor Justin Bieber overtog førstepladsen. Albummet lå derefter i top 40 på den officielle liste over mest sælgende album i 78 uger i træk.
Pladen er produceret, indspillet og mixet i BackBone Studio. Sangene på pladen er skrevet af Lukas Forchhammer, Stefan Forrest, Sebastian Fogh og Brandon Beal.
Umiddelbart samtidig med albummets udgivelse havde bandet deres første landsdækkende TV-optrædener. Først spillede de til den danske X-Factors finale den 23. marts 2012. Derefter optrådte de til P3 Guld den 6. april 2012, hvor bandet også vandt P3 Lytterhittet med 53% af stemmerne og yderligere var nomineret til P3-prisen. Senere på året til Danish Music Awards vandt bandet prisen for Årets nye danske navn og var yderligere nomnineret til Årets danske album, Årets danske sangskriver (sammen med BackBone), Årets danske popudgivelse, Årets danske gruppe, Årets danske mandlige kunstner og Årets publikumspris.
Lukas Graham vandt sidst på året tre priser ved GAFFA-prisuddelingen i december 2012, som blev holdt på Bremen. De vandt prisen for Årets Danske Album, Årets Nye Danske Navn og Årets Danske Pop-udgivelse. Bandet spillede også ved DR's Store Juleshow den 30. november 2012, der blev sendt i fjernsynet den 7. december 2012 på DR1.
Bandet afsluttede år 2012 med at være den mest streamede kunstner på Spotify i Danmark og det bedst sælgende album med 75.140 solgte eksemplarer.

#### International udgivelse
I efteråret 2012 begyndte bandet deres første udenlandske turne, hvor de spillede mere end 30 koncerter i blandt andet England, Tyskland, Holland, Frankrig, Belgien, Sverige og Norge. Lukas Graham udkom i en international version den 12. november 2012 i Danmark på Copenhagen Records og den 23. november i Tyskland, Schweiz og Østrig på Island Records. Albummet gik ved udgivelsen direkte ind som nummer ét på den tyske iTunes salgsliste. Genudgivelsen indeholder to nye numre; en liveoptagelse fra Falconer Salen i København af "Daddy, Now That You're Gone (Ain't No Love)", der er en fortolkning af soulklassikeren "Ain't No Love in the Heart of the City", og singlen "Better Than Yourself (Criminal Mind Pt. 2)". Desuden er mixet på sangene "Nice Guy", "Drunk in the Morning" og "Don't Hurt Me This Way" ændret.
I slutningen af 2013 skrev Lukas Graham kontrakt med det amerikanske selskab Warner Bros. Records.

### Senere
Bandet udgav deres andet album Lukas Graham (Blue Album) i 2015. Albummet gik ind som #1 i Danmark og røg også til tops i flere europæiske lande.[kilde mangler] Albummet er certificeret 7 x Platin i Danmark og Guld i USA.[kilde mangler] På albummet findes singlerne "Mama Said", "Strip No More", "You're Not There" og "7 Years", hvor sidstnævnte lå #1 på hitlisterne i Storbritannien, Australien, Danmark, Italien, Belgien, Østrig og Sverigetopplistan.
Bandet var første gang på amerikansk TV d. 10. december 2015, da de optrådte med nummeret "7 Years" i det amerikanske talkshow "Late Night with Conan O'Brien",[kilde mangler] hvorefter singlen peakede som #2 på "Billboard Hot 100". I marts 2016 optrådte bandet endnu en gang med "7 Years", men denne gang hos "Jimmy Kimmel Live!", efterfulgt af optrædner hos blandt andre Ellen DeGeneres og Jimmy Fallon.[kilde mangler] I starten af foråret 2016, havde "7 Years" rundet 225 millioner streams på Spotify.[kilde mangler] I april 2016 udkom albummet i USA og der opnåede det en placering som #3 på "Billboard 200", og gentog bedriften i Storbritannien og New Zealand. I Canada og Australien lå det #1. Til dato har "7 Years" genereret mere end 618 millioner streams på Spotify.[kilde mangler] I juli 2022 var sangen blevet set over 1,25 mia. gange på YouTube.
Bandet tog på en to måneder lang turné i USA og Canada i marts 2016.[kilde mangler] I maj 2016 optrådte Lukas Graham ved Billboard Music Awards 2016, i august ved MTV Video Music Awards 2016 og i november optrådte bandet ved MTV European Music Awards 2016. Både ved MTV VMA og MTV EMA var bandet nomineret til forskellige priser.[kilde mangler]
Lukas Graham tog igen rundt i USA på en udsolgt headlinerturné i november 2016. I december 2016 var de del af det amerikanske "Jingle Ball" koncept, som er en årlig musikfestival, der bliver afviklet i forskellige arenaer rundt omkring i USA, blandt andet i Staples Center i Los Angeles og Madison Square Garden i New York City.

## Medlemmer
- Lukas Forchhammer - Vokal
- Magnus Larsson - El-bas
- Mark Falgren - Trommer
- Morten Ristorp - Keyboard

### Tidligere medlemmer
- Kasper Daugaard (2012-2016)[32]
- Anders Kirk (2011) - Keyboard

## Diskografi
- Lukas Graham (2012)
- Lukas Graham (Blue Album) (2015)
- 3 (The Purple Album) (2018)
- 4 (The Pink Album) (2023)

## Priser
Priser vundet af Lukas Graham:
- "P3 Lytterhittet" til P3 Guld 2012 med Ordinary Things.[19]
- "Årets nye danske navn" til Danish Music Awards 2012.[21]
- "Årets Danske Album" til GAFFA-prisen 2012.[23]
- "Årets Nye Danske Navn" til GAFFA-prisen 2012.[23]
- "Årets Danske Pop-udgivelse" til GAFFA-prisen 2012.[23]
- "Årets gennembrud/talentpris" til Carl-prisen 2013.[33]
- "Newcomer International 2012" til Radio Regenbogen Awards 2013.[34]
- "EBBA pris" til European Border Breakers Awards 2013.[35]
- "P3 Lytterhittet" til P3 Guld 2015 sammen med Suspekt med Søndagsbarn.[36]
- "Årets Udgivelse" til Danish Music Awards 2015
- "Årets Danske Popudgivelse" til Danish Music Awards 2015
- "Publikumsprisen" til Danish Music Awards 2015
- "Årets danske album" til Gaffa Prisen 2015
- "Årets danske band" til Gaffa Prisen 2015
- "Årets danske hit med 7 Years" til Gaffa Prisen 2015
- "Årets danske Popudgivelse" til Gaffa Prisen 2015
- "Best Danish Act" til MTV European Music Awards 2015
- "Årets danske livenavn" til Danish Music Awards 2016
- "Årets danske livenavn" til GAFFA-Prisen 2017

## Nomineringer
- "Best European Act" til MTV European Music Awards 2015
- "Best New Act" til MTV European Music Awards 2016
- "Best Push Act" til MTV European Music Awards 2016
- "Best Danish Act" til MTV European Music Awards 2016
- "Best Song" til MTV European Music Awards 2016
- "Best New Artist" til MTV American Music Awards 2016

- "Record of the Year" (7 years) til Grammy Awards 2016
- "Song of the Year" (7 years) til Grammy Awards 2016
- "Best Pop Duo/Group Performance" til Grammy Awards 2016